# Lê Tấn Quốc (sinh 1927)

Chân dung Lê Tấn Quốc (1954)

Đại tá Lê Tấn Quốc (sinh năm 1927 - mất năm 2006), có bí danh Chín Quốc, Sáu Nhứt xứ, Sáu Phần, Năm An, Tám Thành, Sáu Định là một Đại tá Quân đội nhân dân Việt Nam, nguyên Phó Trưởng Ty Giao thông Liên lạc tỉnh Gia Định; Bí thư chi bộ, chính trị viên Đội Biệt động 67 - Quân khu Sài Gòn Gia Định; Trung đoàn trưởng, Bí thư Đảng ủy Trung đoàn Thanh niên cận vệ Sài Gòn (nay là Thành đoàn Thành phố Hồ Chí Minh). Ông quê tại xã Long Trường, huyện Thủ Đức, tỉnh Gia Định (nay là phường Long Trường, quận 9, Thành phố Hồ Chí Minh). Ông tham gia cách mạng từ tháng 8-1945. Ngày 17 tháng 4 năm 2010 ông được truy tặng danh hiệu anh hùng lực lượng vũ trang nhân dân.

## Tiểu sử
Cách mạng Tháng Tám, Lê Tấn Quốc tham gia biểu tình cướp chính quyền ở Thủ Đức. Sau đó, ông được bầu làm bí thư Ban Chấp hành Thanh niên cứu quốc làng Tam Đa. Tháng 5 năm 1948, Lê Tấn Quốc được kết nạp vào Đảng.
Ông tham gia hầu hết những trận đánh với vai trò đội trưởng đội biệt động từ đội C10, C50, C67 và biệt động Thành đoàn. Ngày 26 tháng 12 năm 1960, Lê Tấn Quốc lúc đó là đại đội trưởng đội C10 Khu ủy Sài Gòn - Gia Định đã tham gia trận đánh đầu tiên của ông là tấn công Câu lạc bộ golf Sài Gòn trong khuôn viên sân bay Tân Sơn Nhất.
Khi đội biệt động 67 được thành lập, ông được trao trọng trách đội trưởng, chính trị viên đội biệt động 67. Và sau đó là biệt phái qua Khu đoàn Sài Gòn - Gia Định. Trong thời gian này ông và đồng đội thực hiện 250 cuộc khai hỏa giết gần 1000 quân đối phương; điển hình như các trận đánh vào sân Dạ Cầu, sân vận động Cộng Hòa.
Đầu năm 1969, ông bị thương làm hỏng mắt trái trong một trận càn và bị bắt nhốt tại quận Trúc Giang, Bến Tre. Tháng 9 năm 1969, ông bị đưa đến trại giam tù binh cộng sản Phú Quốc. Năm 1973, ông được trao trả tại Thạch Hãn (Quảng Trị) theo Hiệp định Paris.
Năm 1975, ông trực tiếp tham gia cuộc tổng tiến công mùa xuân năm 1975 ở cánh Tây Nam.
Sau 1975, ông công tác tại Ban Chỉ huy quân sự quận 5 và tháng 11 năm 1987, Lê Tấn Quốc được phong hàm Đại tá. Ông nghỉ hưu năm 1988 và mất năm 2006. Năm 2010, ông được Nhà nước Việt Nam truy tặng danh hiệu Anh hùng lực lượng vũ trang nhân dân

## Gia đình
Lê Tấn Quốc có ba người con, trong đó con trưởng Lê Tấn Tài hiện đang là trưởng ban tổ chức quận ủy quận 5, Thành phố Hồ Chí Minh.

## Câu nói
| “ | Lòng dân phải chặt, lòng lửa phải trống | ” |

## Vinh danh
Ghi nhận những công lao của ông, Nhà nước Việt Nam đã tặng thưởng:
- Danh hiệu Anh hùng Lực lượng Vũ trang Nhân dân
- Huân chương Độc lập hạng Nhì
- Huân chương Chiến thắng hạng Ba
- Huân chương Kháng chiến chống Pháp hạng Ba
- Huân chương Kháng chiến chống Mỹ hạng Nhất
- Huân chương Quân công hạng Ba
- Huân chương Chiến sĩ Vẻ vang hạng Nhất, Nhì, Ba
- Huân chương Chiến sĩ Giải phóng hạng Nhất, Nhì, Ba
- Huân chương Chiến công hạng Nhất, Nhì, Ba
- Huy chương Quân kỳ Quyết thắng.
- Ông được nhà nước đặt tên một con đường ở quận tân bình thành phố hồ chí minh